# Осьовий насос

Осьови́й насос (рос. насос осевой, англ. axial flow (propeller) pump, нім. Axialpumpe f) — різновид лопатевого насоса, рідке середовище в якому переміщується через робоче колесо в напрямку його осі. Робоче колесо являє собою втулку, на якій закріплені кілька лопатей. Випрямляння закрученої рідини здійснюється у спрямовувальному апараті, де її кінетична енергія перетворюється у енергію тиску. Осьові насоси виготовляють на малі напори і великі подачі. Призначені для перекачування води з вмістом твердих частинок не більше як 0,3 % за масою розміром до 0,1 мм і температурою до 35 °C. Їх використовують для циркуляційного водопостачання на теплових і атомних електростанціях, в зрошувальних системах тощо.
Виготовляють осьові насоси двох типів:
- ВВ — осьовий вертикальний насос з жорстко закріпленими лопатями робочого колеса;
- ВЗВ — осьовий зворотно-лопатевий насос з ручним приводом повороту лопатей робочого колеса.

Типові осьові насоси працюють у широкому діапазоні подач (до 100 000 м³/г) при напорах, які не перевищують 25 м вод.ст. при ККД 85 — 90 %